# Атлетіку Петролеуш ду Уамбо
Атлетіку Петролеуш ду Уамбо або просто Атлетіку (Уамбо) (порт. Atlético Petróleos do Huambo) — професіональний ангольський футбольний клуб з міста Уамбо.
Президент клубу, колишній ангольський державний службовець та дипломат, Жозе Патрісіу.
Клуб приймає своїх суперників на стадіоні «Ештадіу ду Ферроваріу», який вміщує 20 000 вболівальників, або на 8 000-му «Ештадіу душ Курікутелаш», на якому також проводить свої матчі Рекреатіву да Каала.

## Історія клубу
Клуб було засновано 5 січня 1980 року молодою бізнес-компанією «Сонангол» під назвою «Деспортіву Сонангол», замість утвореної в 1955 році «Атлетіку де Нова Лісабоа». «Уамбо» відреагували на здобуття незалежності Анголою від Португалії в 1975 році заміною португальської назви клубу «Нова Лісбоа».
«Петру Уамбо» грав з 1984 року у вищому дивізіоні Анголи, Гіраболі. Найкращим результатом клубу було неодноразово зайняте третє місце в чемпіонаті, останнього разу в сезоні 2003 року. Але в 2005 році з клуб втратив головного спонсора — компанію «Сонангол». В результаті, фінансове становище клубу погіршилося і це відобразилося на спортивних результатах. Сезон 2008 клуб закінчив на передостанній позиції, і таким чином вилетів із Гіраболи до другого дивізіону, Гіра Анголи. «Петру Атлетіку» потрапив до другої групи Гіра Анголи, Серії B, де команда зустрілася з конкурентами зі свого міста — клубом Бенфіка (Уамбо). Це означало, відбудеться традиційне уамбійське дербі, яке носило особливий характер в 1980-их роках та викликало вибухонебезпечні настрої серед місцевих футбольних уболівальників.
У раунді плей-офф за право виходу до Гіраболи, в 2014 році в двобої між «Петру (Уамбо)» та «Академіка Петролеуш (Лобіту)», незважаючи на всі очікування, «Петру (Уамбо)» тільки в кінці зустрічі поступився та дозволив своєму супернику піти на підвищення в класі, а сам в підсумку посів третє місце в Серії B.

## Національні досягнення
Як найбільший успіх на внутрішній арені можна зарахувати участь у фіналі першого офіційного розіграшу Кубку Анголи в 1982 році. У цьому матчі «Петру Уамбо» поступився клубу «Прімейру де Маю» з рахунком 0:2.

## Статистика виступів у національних чемпіонатах
| 1981 ГБ | 1984 ГБ | 1988 ГБ | 1995 ГБ | 1999 ГБ | 2000 ГБ | 2001 ГБ | 2002 ГБ | 2003 ГБ | 2004 ГБ | 2005 ГБ | 2006 ГА c | 2007 ГБ | 2008 ГБ | 2009 ГА c | 2012 ГА c | 2013 ГА c | 2014 ГА c |
|         |         |         |         |         |         |         |         |         |         |         | 1м        |         |         |           |           |           |           |
|         |         |         |         |         |         |         |         |         |         |         |           |         |         | 2         |           |           |           |
|         | 1984    | 1988    |         |         | 2000    | 2001    |         | 2003    |         |         |           |         |         |           |           |           |           |
|         |         |         |         |         |         |         | 4       |         |         |         |           |         |         |           |           | 4         | 4         |
|         |         |         | 5       | 5       |         |         |         |         |         |         |           |         |         |           |           |           |           |
|         |         |         |         |         |         |         |         |         |         |         |           | 6       |         |           |           |           |           |
|         |         |         |         |         |         |         |         |         | 7       |         |           |         |         |           | 7         |           |           |
|         |         |         |         |         |         |         |         |         |         |         |           |         |         |           |           |           |           |
|         |         |         |         |         |         |         |         |         |         |         |           |         |         |           |           |           |           |
|         |         |         |         |         |         |         |         |         |         |         |           |         |         |           |           |           |           |
|         |         |         |         |         |         |         |         |         |         |         |           |         |         |           |           |           |           |
|         |         |         |         |         |         |         |         |         |         | 12      |           |         |         |           |           |           |           |
|         |         |         |         |         |         |         |         |         |         |         |           |         | 13      |           |           |           |           |

Примітки1м = Вихід до Гіраболи, ГБ = Гірабола, ГА = Гіра Ангола 
    Рейтинг червоного кольору означає, що клуб вилетів з дивізіону 
   Рейтинг пурпурного кольору означає, що клуб підвищився у класі та вилетів з дивізіону того ж сезону

## Міжнародні досягнення
| Сезон | Турнір                 | Раунд      | Клуб                 | Домашній          | Виїзний           | Підсумковий       |
| ----- | ---------------------- | ---------- | -------------------- | ----------------- | ----------------- | ----------------- |
| 2004  | Кубок Конфедерації КАФ | Попередній | Олімпік Реал         | технічна поразка1 | технічна поразка1 | технічна поразка1 |
| 2004  | Кубок Конфедерації КАФ | 1          | Ліберті Профешионалз | 1-0               | 1-5               | 2-5               |

1- «Олімпік Реал» покинув турнір.

## Відомі президенти
- Арманду Машаду
- Арманду Кангомбе Перікіту
- Карлуш Альберту Піреш «Граса»

## Відомі тренери
| Віргіл Дридеа                          | (1984)         | - | (1985)         |
| Агостінью Трамагал                     | (2000)         | - | (грудень 2001) |
| Албану Сезар                           | (січень 2002)  | - |                |
| Агостінью Трамагал                     | (січень 2003)  | - | (січень 2004)  |
| Енрікеш Фернандеш                      | (січень 2004)  | - | (квітень 2004) |
| Антоніу да Анонсіасау Домінгуш Сайомбо | (2004)         | - |                |
| Жозе Альберту Торреш                   | (грудень 2004) | - | (жовтень 2005) |
| Альберту Кардо                         | (2006)         | - | (2007)         |
| Міллер Гомеш                           |                | - | (жовтень 2008) |
| Неліту Константіну                     | (2013)         | - |                |